# 우비아 멜렌데스
우비아 멜렌데스(스페인어: Urbia Meléndez, 1972년 7월 30일 ~ )는 2000년 올림픽에서 은메달을 획득한 쿠바의 전 태권도 선수이다. 1997년, 2001년에 세계 태권도 선수권 대회에 참가하였다.

## 같이 보기
- 올림픽 태권도 메달리스트 목록